# ارن‌لر (آرتوین)
ارن‌لر (به ترکی استانبولی: Erenler) یک منطقهٔ مسکونی در ترکیه است که در آرتوین واقع شده‌است. ارن‌لر ۱۸۰ نفر جمعیت دارد.